# 群馬県道273号後閑羽場線

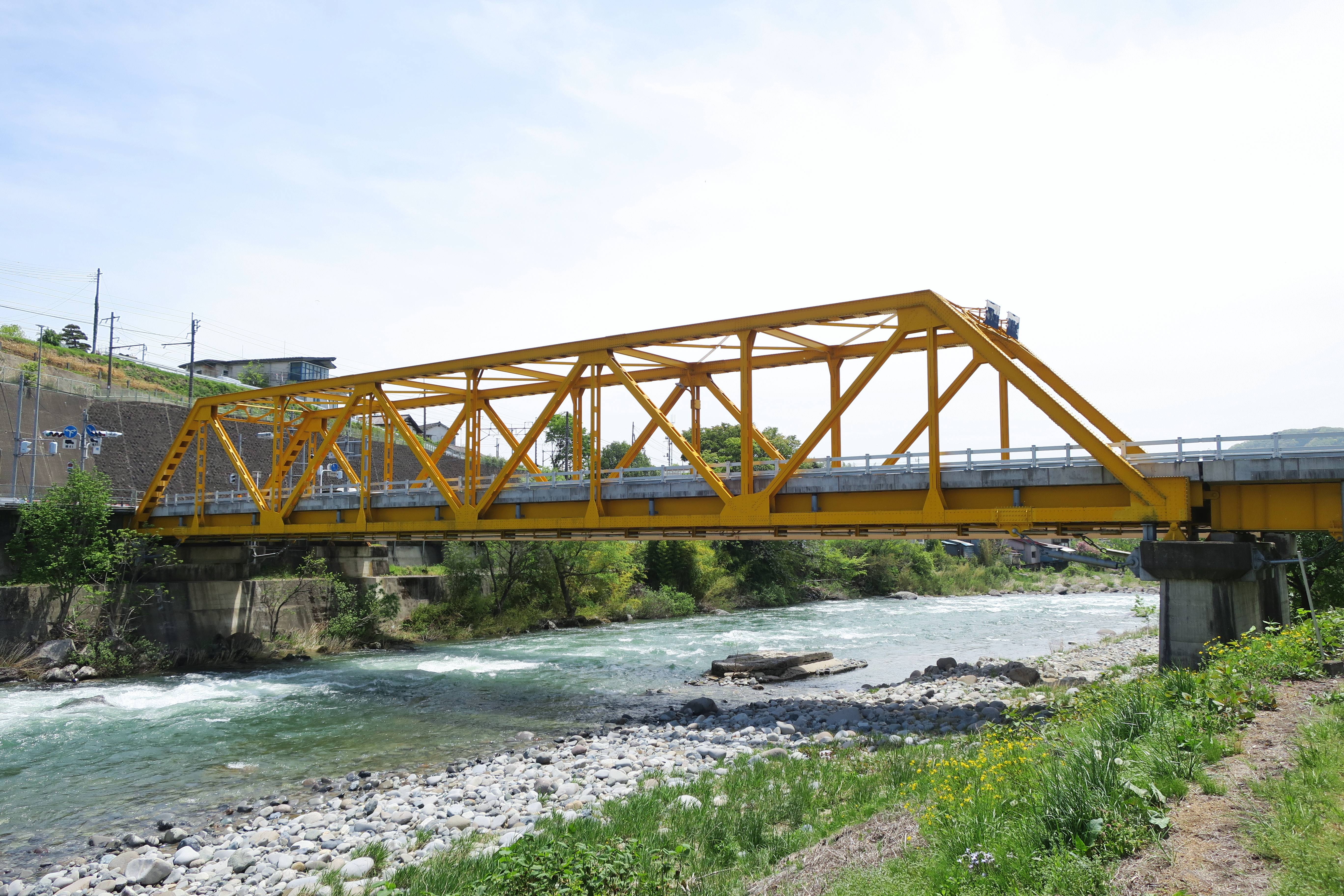
利根川に架かる月夜野橋。左は起点の後閑交差点。

群馬県道273号後閑羽場線（ぐんまけんどう 273ごう ごかんはばせん）は、群馬県利根郡みなかみ町後閑から羽場までを結ぶ県道である。旧称・月夜野新治線。

## 起点・終点
- 起点:利根郡みなかみ町後閑
- 終点:利根郡みなかみ町羽場

## 通過する自治体
- 群馬県
  - 利根郡みなかみ町

## 交差する道路
- 群馬県道61号沼田水上線 - みなかみ町後閑（起点、後閑交差点）
- 国道17号 - みなかみ町羽場（終点、押出交差点）